# Aplastodiscus ehrhardti
Aplastodiscus ehrhardti – gatunek płaza bezogonowego z rodziny rzekotkowatych.

## Systematyka
Gatunek ten zaliczano do rodzaju Hyla w obrębie rodziny rzekotkowatych (Hylidae), sporadycznie umieszczano go także w rodzajach Ololygon i Scinax. Dopiero praca Faivovicha et al. z 2005 przeniosła go do rodzaju Aplastodiscus.

## Cykl życiowy
Do rozrodu Aplastodiscus ehrhardti potrzebuje wody. Wykorzystuje w tym celu niewielkie, wypełnione wodą zagłębienia w glebie.

## Rozmieszczenie geograficzne
Gatunek ten spotyka się jedynie na terenie południowo-wschodniej Brazylii. Zamieszkuje on 3 stany: Paranę, Santa Catarinę i São Paulo.

## Ekologia
Płaz ten żyje w lesie atlantyckim (Mata Atlântica) w rejonie przejściowym między lasami deszczowymi a lasami araukariowymi. Zamieszkuje roślinność porastającą brzegi strumieni.

## Status zagrożenia i ochrona
W Czerwonej księdze gatunków zagrożonych IUCN Aplastodiscus ehrhardti od 2004 roku klasyfikowany jest jako gatunek najmniejszej troski (LC, ang. Least Concern).
Gatunek ma dużą populację. Występuje pospolicie w siedliskach leśnych, jednakże całkowita liczebność jego populacji spada.
Aplastodiscus ehrhardti odnotowano na terenie pewnych obszarów objętych ochroną. IUCN wymienia tutaj parki stanowe Pico do Marumbi, Serra Furada i Tabuleiro oraz Park Narodowy Serra do Itajaí.
Poza obszarami chronionymi zagrożeniem dla gatunku jest przekształcanie, degradacja i fragmentacja jego siedlisk w wyniku ekspansji obszarów miejskich, uprawy roślin na małą skalę i wypasu zwierząt gospodarskich, tworzenia plantacji leśnych i selektywnego pozyskiwania drewna.